# 213
213 (CCXIII) var ett normalår som började en fredag i den julianska kalendern.

## Händelser

### Okänt datum
- Caracalla lämnar Rom för att aldrig återvända.
- Caracalla försvarar Romarrikets nordgräns från alemannerna och chatterna. Detta är första gången alemannerna omnämns och de är då bosatta vid mellersta Main.
- Handynastins premiärminister Cao Cao får tio städer som sitt territorium och titeln Wei Gong (adelsman av Wei). Detta territorium blir sedermera kungariket Wei.
- Pang Tong dödas av fiender i ett bakhåll i Fågel Fenix dal.
- Liu Bei tar över Yizhou (nuvarande Sichuan) för att sedan stanna där.

## Födda
- 10 maj – Claudius II Gothicus, romersk kejsare 268–270 (född detta eller nästa år)

## Avlidna
- Dong Xi, general under Sun Quan av Wu
- Pang Tong, rådgivare till Liu Bei av Shu
- Jiang Qin, officer i kungariket Wu under De tre kungadömenas period i Kina